# Sheila Abed
Sheila Abed es una abogada y política paraguaya que ocupó el cargo de ministra de Justicia del Paraguay de 2013 a 2016 durante el mandato del expresidente de la República, Horacio Cartes.

## Biografía
Abed estudió derecho en la Universidad Nacional de Asunción, pasando a obtener una maestría en derecho medioambiental en la Universidad de Limoges, en Francia. Abed continuó trabajando los temas ambientales dentro del marco del sistema de Naciones Unidas.
El 15 de agosto de 2013 asumió como Ministra de Justicia de Paraguay en el gabinete del presidente Horacio Cartes. Ha trabajado para el Banco Interamericano de Desarrollo, Banco Mundial; FONPLATA, entre otros.
En abril del año 2020, conjuntamente con las expertas internacionales María Amparo Alban y Claudia S. de Windt, especializadas en derecho ambiental, sustenibilidad y comercio, respectivamente; Abed fundó el Instituto Interamericano de Justicia y Sostenibilidad (IIJS), una organización con sede en la ciudad de Washington D. C., Estados Unidos.